# 永平寺町立松岡中学校
永平寺町立松岡中学校（えいへいじちょうりつ まつおかちゅうがっこう）は、福井県吉田郡永平寺町松岡にある公立中学校である。

## 教育方針
- 生活訓は『質実剛健』である。
- 教育目標は『進んで学び、鍛え合う生徒の育成』である。

## 通学区域
- 永平寺町松岡地区（旧松岡町）

## 進学前小学校
- 町立御陵小学校
- 町立松岡小学校
- 町立吉野小学校

## 学区の主な施設
- えちぜん鉄道松岡駅
- 永平寺町立図書館

## 交通
- えちぜん鉄道勝山永平寺線 松岡駅より 1.3km
- 京福バス 丸山・重立線53 重立バス停より 474m

## 関係者

### 出身者
- 三谷宏治（教育者、1987年に東京大学理学部物理学科を卒業）